# چیتتور-تاتامانگلام
چیتتور-تاتامانگلام (به انگلیسی: Chittur-Thathamangalam) یک منطقهٔ مسکونی در هند است که در بخش پالاکاد واقع شده‌است. چیتتور-تاتامانگلام ۳۳٫۵۷ کیلومتر مربع مساحت و ۳۲٬۲۹۸ نفر جمعیت دارد و ۱۳۱ متر بالاتر از سطح دریا واقع شده‌است.